# 231丁目駅
231丁目駅（231ちょうめえき、英語: 231st Street）は、ニューヨーク市地下鉄IRTブロードウェイ-7番街線の駅である。ブロンクス区キングスブリッジとリバーデイルに跨がるブロードウェイと西231丁目の交差点に位置し、1系統が終日停車する。

## 歴史
駅は1907年1月27日にブロードウェイ-7番街線のマーブル・ヒル-225丁目駅 - 当駅間の延伸開業と共に230丁目駅 (230st Street) として開業した。駅の位置は現在の駅の南東、西230丁目付近であった。また、駅付近には後にニューヨーク・セントラル鉄道、メトロノース鉄道へと移管され現在のハドソン線となるスパイテン・ダイヴィル・アンド・ポート・モリス鉄道のキングスブリッジ駅とスパイテン・ダイヴィル・アンド・ポート・モリス鉄道線から分岐しブルースター駅までを結んでいたニューヨーク・アンド・パトナム鉄道のキングスブリッジ駅と2つのキングスブリッジ駅がかつて存在していたが、スパイテン・ダイヴィル・アンド・ポート・モリス鉄道キングスブリッジ駅は当駅開業前の1905年から1906年頃に廃止、ニューヨーク・アンド・パトナム鉄道線は1958年5月29日をもって旅客営業が終了しその後路線自体が廃止されてしまったためどちらのキングスブリッジ駅も現存していない。
1908年8月1日、ブロードウェイ-7番街線がヴァン・コートラント・パーク-242丁目駅まで延伸開業、これにより当駅は途中駅となる。
1948年4月6日、103丁目駅 - ダイクマン・ストリート駅間の各駅でホーム有効長の延長が行われた。以前は6両編成までの入線に対応していたが、延長工事により10両編成の列車の入線に対応できるようになった。ただし、125丁目駅のみ2ヶ月後の1948年6月11日に延長が行われている。また、その1ヶ月後の7月9日に当駅含む207丁目駅 - 238丁目駅間の各駅で423,000ドルの費用をかけて延長が行われた。
駅は2003年から2004年にかけて改装工事が行われ、ADAに準拠するよう両ホームに接続するエレベーターの設置が行われたほか、出場専用回転式改札機のみの設置で入場ができなかった北行ホーム側改札口は出場専用回転式改札機と入出場対応回転式改札機の両方が設置され入場が可能となった。

## 駅構造
| P ホーム階 | 相対式ホーム、右側ドアが開く | 相対式ホーム、右側ドアが開く                                                                           |
| P ホーム階 | 北行緩行線                   | ← ヴァン・コートランド・パーク-242丁目行き（238丁目駅）                                                |
| P ホーム階 | 混雑方向急行線               | → 定期列車設定なし                                                                                     |
| P ホーム階 | 南行緩行線                   | → サウス・フェリー駅行き（マーブル・ヒル-225丁目駅）→                                                  |
| P ホーム階 | 相対式ホーム、右側ドアが開く | |
| G          | 地上階                       | 出入口 (エレベーター、231丁目とブロードウェイ交差点南東と南西。北行は南東から、南行は南西からのみ接続) |

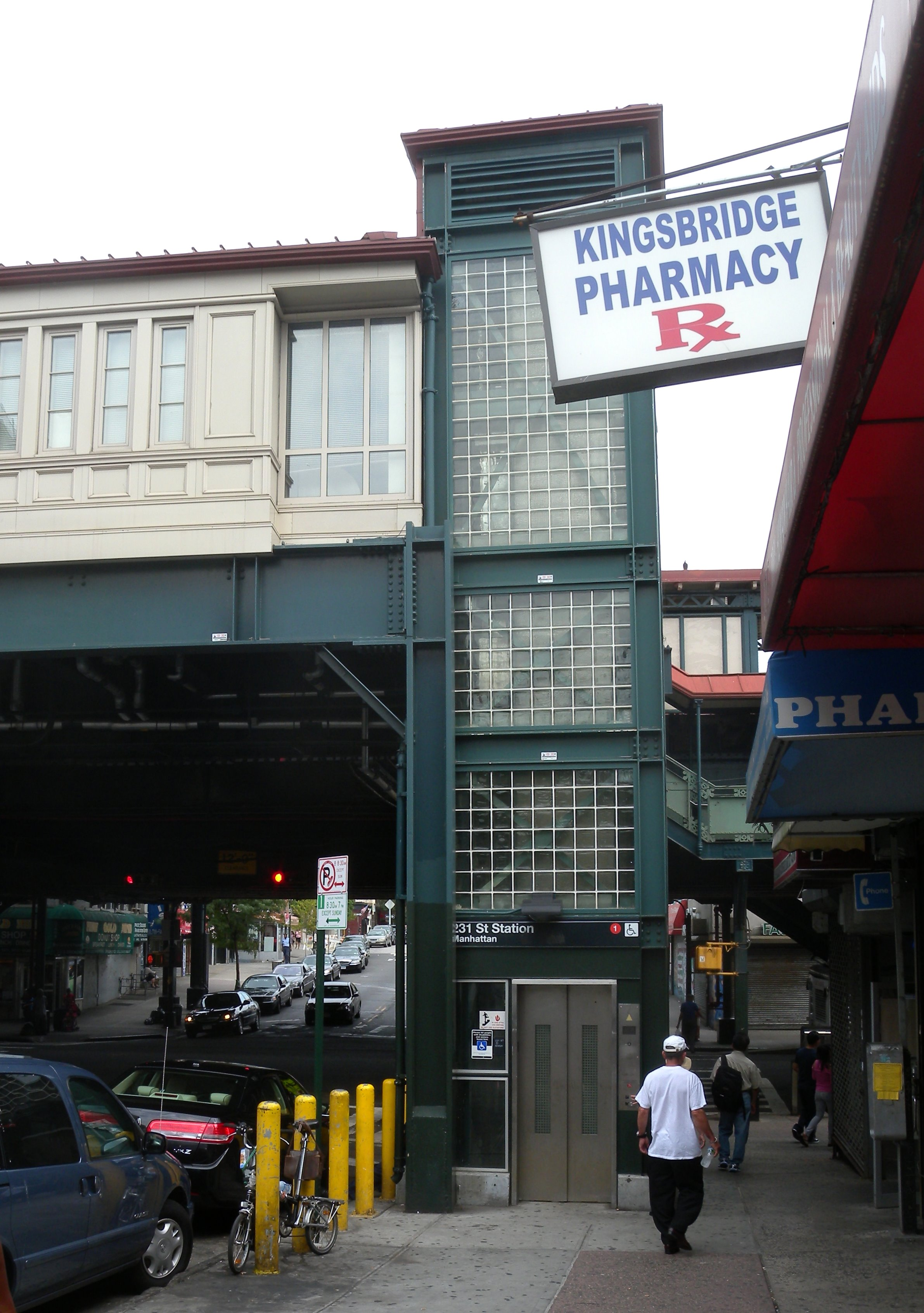
改札階へのエレベーター

当駅は相対式ホーム2面と緩行線2線・急行線1線を有した2面3線の高架駅で、中央の急行線は現在定期列車では使用されていない。また、当駅はブロードウェイ-7番街線最南端のブロンクス区内の駅である。なお、南隣のマーブル・ヒル-225丁目駅は地理的にはアメリカ合衆国本土に位置しブロンクス区と陸続きとなっているが、法的にはハーレム川を挟んだ向かい側のマンハッタン区に含まれている。
駅にはアートワークが2つ飾られている。1つは1991年にWopo Holupにより制作された『Elevated Nature I-IV』という作品で、これはホーム壁面にある灰色の大理石のタイルで構成されている。また、この作品はブロードウェイ-7番街線の他の4駅にも飾られている。もう1つは2007年にフェリペ・ガリンドにより制作された『Magic Realism in Kingsbridge』という作品で、これは駅周辺を描いたホーム壁面にあるステンドグラスで構成されている。

### 出入口
改札口は各ホーム中央に所在し、ホーム別となっている。南行ホーム側改札口には回転式改札機ときっぷ売り場、ブロードウェイと西231丁目の交差点北西・南西への階段が1つずつと同交差点南西へのエレベーター1機がある。北行ホーム側改札口には回転式改札機と出場専用回転式改札機、ブロードウェイと西231丁目の交差点北東・南東への階段が1つずつと同交差点南東へのエレベーター1機がある。